# Caroline King Duer
Caroline King Duer (ur. 27 lutego 1865 w Nowym Jorku, zm. 23 stycznia 1956 tamże) – amerykańska dziennikarka i poetka.
Córka Jamesa Gore’a Kinga i Elizabeth Wilson Meads Duer i starsza siostra Alice Duer Miller (1874-1942). Razem z nią wydała w 1896 tom wierszy zatytułowany po prostu Poems. W czasie I wojny światowej była wolontariuszką we Francji. Pisała dla magazynu Vogue. Caroline King Duer jest autorką między innymi wierszy An International Episode, A Song, A Portrait, A Serenade, How Can One Tell, A Midsummer Night’s Dream, To Leeward, Lines for the Skull at the Feast, The Image of the Earthy, An Apology, To a Photograph i The Yellow Age.